# Удо Юргенс
У́до Ю́ргенс (нім. Udo Jürgens, уроджений Jürgen Udo Bockelmann, 30 вересня 1934, Клагенфурт, Каринтія, Австрія — 21 грудня 2014, Мюнстерлінген, Швейцарія) — німецько-австрійський (з 2007 року він мав також швейцарське громандянство) співак, композитор і піаніст у стилі шлягер, шансон і поп; переможець Євробачення в 1966 році. Удо Юргенс написав понад 1000 пісень. Залишався популярним виконавцем шлягерів протягом більше чотирьох десятиліть, в основному в німецькомовних країнах.

## Життя і творчість
Походить з родини німців, що проживали в Росії. Його батько Рудольф Бокельман, народився в 1904 році в сім'ї Генріха Бокельмана, директора банку в Москві. Мати — Удо Кет (до шлюбу Арп), походила з Прасдорфу, землі Шлезвіг-Гольштейн. На початку Першої світової війни його родина, рятуючись від антинімецьких погромів у Росії, мусила втекти до нейтральної Швеції. Після закінчення війни сім'я переселилася на хутір діда в Каринтії (Австрія).
Дитинство Удо Юргенса пройшло у фамільному замку в Магдаленсбергу. В 5-річному віці Удо почав грати на губній гармоніці, з 7-річного віку — на акордеоні, в 13 років опанував фортепіано. З 1948 року навчався в Клагенфуртській консерваторії.
У 1950 році Удо виграв конкурс творців пісні Je t'aime, організованому австрійським радіо. Після закінчення навчання під псевдонімом Удо Болан разом зі створеною ним групою виступав у ресторанах. У 1954 отримав запрошення до співпраці від Вернера Мюллера, керівника біг-бенду RIAS в Берліні й підписав перший договір на випуск платівки.
У 1960 році написав пісню Reach for the Stars, що у виконанні Ширлі Бессі стала світовим хітом. Кілька разів він представляв Австрію на конкурсі Євробачення. У 1964 році з піснею Warum nur warum? зайняв п'яте місце, у 1965 з піснею Sag' ihr, ich laß sie grüßen — четверте, a в 1966 виграв конкурс із піснею Merci Chérie.
У наступні роки створив декілька шлягерів, що здобули популярність у німецькомовних країнах. Найпопулярнішими є: Griechischer Wein, Aber bitte mit Sahne, Mit 66 Jahren та Buenos Dias, Argentina. Останній він виконував разом із футболістами Німецької збірної в 1978 році. Юргенс має добру музичну освіту, акомпанує собі на роялі, завдяки чому його порівнюють з Біллі Джоелом, але на відміну від Джоела, якому допомагає рок-група, Юргенса супроводжує біг-бенд із 18 музикантів.
Помер від раптової зупинки серця під час прогулянки в парку містечка Ґоттлібен у кантоні Турґау в Швейцарії.. Його смерть стала несподіванкою для колег і друзів. Незадовго до цього він дав низку концертів у Гамбурзі, Штутгарті і Цюриху. Наступні концертні турне були заплановані на 2015 рік. Його концертне турне мало назву «Посеред життя» (нім. Mitten im Leben).

## Сім'я
- Його брат, Манфред Бокельман (народився 1 липня 1943), є художником.
- Його син від першого шлюбу, Джон Юргенс (народився 20 лютого 1964), — співак, актор і ді-джей.
- Його дочка від першого шлюбу, Дженні Юргенс (народився 22 січня 1967), є акторкою.
- Його дядько, Вернер Бокельман (23 вересня 1907 — 7 квітня 1968), був мером Франкфурта-на-Майні.

## Благодійна діяльність в Україні
Удо Юргенс створив благодійний фонд для підримки занедбаного дитячого дому для дітей-сиріт в Чернігові, який завдяки допомозі перетворився в показовий навчально-реабілітаційний центр. Свою роль в цьому співак оцінив досить скромно:
— Я й не думав, що тут так чудово — сказав співак під час свого візиту до Чернігова у вересні 2007 року — Я, однак, усвідомлюю, що все це аж ніяк не грандіозний подвиг. Це лише крапля в морі.
За словами директора центру Олени Житняк, у центрі висять фотографії з Удо Юргенсом під час його візиту до дитячого будинку.

## Дискографія
| - Portrait in Musik 1.Folge (1965) - Siebzehn Jahr, blondes Haar (1965) - Francoise und Udo (1966) - Potrait in Musik 2.Folge (1967) - Was ich Dir sagen will (1967) - Udo (1968) - Mein Lied für Dich (1968) - Udo Live (1969) - Udo'70 (1969) - Udo'71 (1970) - Zeig mir den Platz an der Sonne (1971) - Helden, Helden (Musical) (1972) - Ich bin wieder da (1972) - Johnny und Jenny (Alle Kinder dieser Welt) (1973) - Udo heute (1974) - Meine Lieder (1975) - Udo'75 Ein neuer Morgen (1975) - Meine Lieder 2 (1976) - Meine Lieder'77 (1977) - Buenos Dias Argentina (Football World-Championship) (1978) - Udo 1957-60 (1980) - Nur ein Lächeln (1980) | - Udo'80 (1980) - Leave a little love (1981) - Willkommen in meinem Leben (1981) - Silberstreifen (1982) - Traumtänzer (1983) - Hautnah (1984) - Treibjagd (1985) - Deinetwegen (1986) - Das blaue Album (1988) - Ohne Maske (1989) - Sempre Roma (Football World-Championship) (1990) - Das Traumschiff (Soundtrack) (1990) - Open air Symphony (1992) - Geradeaus (1992) - Cafe Größenwahn (1993) - 140 Tage Cafe Größenwahn Tour 94/95 (1994) - Zärtlicher Chaot (1995) - Gestern-heute-morgen (1996) - Ich werde da sein (1999) - Mit 66 Jahren (was wichtig ist) (2000) - Es lebe das Laster (2002) - Es werde Licht (2003) |